# شو يفيان
شو يفيان (بالصينية: 徐一幡) مواليد 8 أغسطس 1988 في تيانجين، هي لاعبة كرة مضرب صينية تلعب باليد اليسرى وتحتل حالياً المرتبة رقم. 233 (8 فبراير 2016) في تصنيف رابطة محترفات كرة المضرب. أعلى تصنيف لها في الفردي كان المركز الـ 148 في سنة 2015.

## روابط خارجية
- شو يفيان على موقع رابطة محترفات التنس (الإنجليزية)
- شو يفيان على موقع الاتحاد الدولي لكرة المضرب (الإنجليزية)
- شو يفيان على موقع كأس بيلي جين كينغ (الإنجليزية)
- شو يفيان على موقع بطولة ويمبلدون (الإنجليزية)
- شو يفيان على موقع خلاصة التنس.كوم (الإنجليزية)
- شو يفيان على موقع أوليمبيديا (الإنجليزية)